# Heimweh / Heimatlos
Heimweh / Heimatlos ist das neunte Extended-Play-Album des österreichischen Schlagersängers Freddy Quinn, das 1959 im Musiklabel Polydor (Nummer 76 505) erschien. Das Album war eine Sonderauflage für die Mitglieder des Bertelsmann-Schallplattenringes und wurde unter dem Rechteverwerter Bureau International de l’Edition Mecanique veröffentlicht.

## Musik
Heimweh wurde von Dieter Rasch und Ernst Bader geschrieben sowie von Terry Gilkyson instrumentiert. Heimatlos stammte von Lotar Olias und Peter Moesser und wurde von Horst Wende und seinen Tanz-Solisten gespielt. Einmal in Tampico stammte ebenfalls von Olias und Moesser; die Aufnahme war von Horst Wende und seiner Calypso-Band.  Ich bin ein Vagabund wurde von Frank Miller, Richard Dehr, Terry Gilkyson und Frank van den Brink geschrieben und den Horst Wende Tanz-Solisten gespielt.

## Titelliste
Das Album beinhaltet folgende vier Titel:
- Seite 1

1. Heimweh
2. Heimatlos

- Seite 2

1. Einmal in Tampico
2. Ich bin ein Vagabund